# Joensuu
Joensuu (em finlandês:  [ˈjo̞e̞nˌs̠uː]ⓘ) é uma cidade finlandesa, capital da região da Carélia do Norte, província da Finlândia Oriental. A cidade foi fundada em 1848. A população de Joensuu é de 57.858 habitantes (estimativa de 31/12/2005).

## História

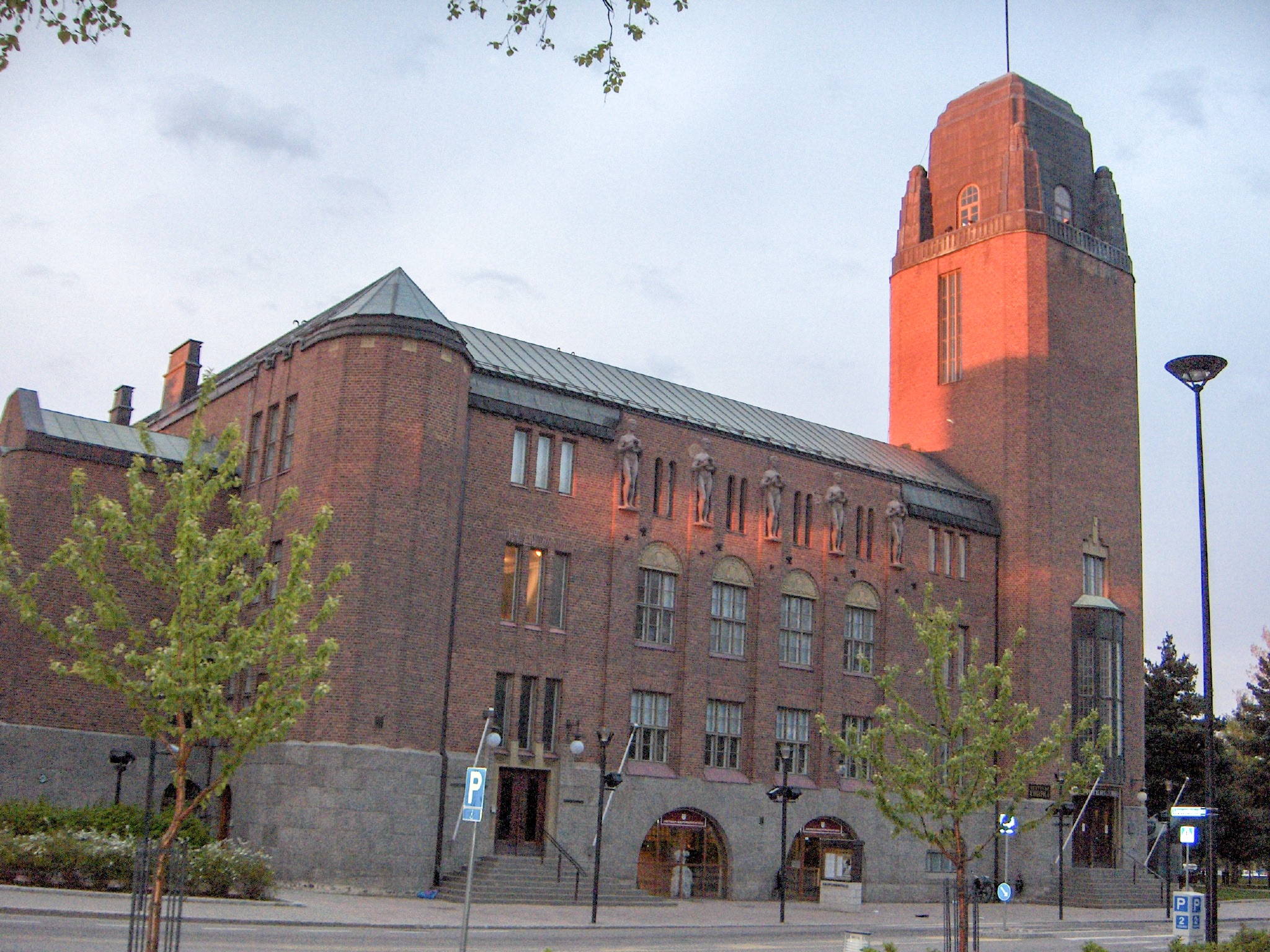

A cidade de Joensuu, fundada pelo Czar Nicolás I da Rússia em 1848, é o centro da região da capital da Carélia do Norte. Durante o Século XIX Joensuu foi cidade manufatureira e de comércio. Quando em 1860 a cidade recebeu direito especiais do comércio e restrições contra a indústria, esta foi desmantelada. 
O comércio, através das vias fluviais, melhorou com a construção do Canal de Saimaa. Isto animou o comércio entre as regiões da Carélia do Norte. Ao finalizar o Século XIX Joensuu era uma das maiores cidades portuárias da Finlândia.
Ao longo dos séculos os comerciantes da Carélia têm viajado através do rio Pielisjoki. O rio é atualmente o coração vivo da cidade. Os canais que foram completados aos finais de  1870, incrementaram o tráfego fluvial. O rio Pielisjoki é  também uma boa via para o transporte dos troncos de árvores que alimentam seus madeireiros e nutrem a indústria dos derivados da madeira. 
Durante as últimas décadas, uma vez a pequena cidade agrícola tem se desenvolvendo até ser o centro vital da província. Sua designação como capital da província de Carélia, e os investimentos em educação tem sido os feitos mais determinantes de seu desenvolvimento. A Universidade de Joensuu fundada em 1969 e tem atualmente cinco Faculdades.
Sua proximidade à fronteira do leste, tem sido um dos fatores determinantes na história da cidade. A República da Carélia foi uma importante zona para a cooperação com as regiões próximas da vizinha Rússia. As companhias exportadoras de Joensuu continuam as tradicionais do comércio exterior do Século XIX. A cidade em si mesma oferece numerosas possibilidades para toda classe de atividades. Um nível de atividades culturais alto e uma natureza limpa e cuidada, incrementam os atrativos da cidade.
Joensuu é conhecida como a 'Capital Florestal da Europa', primordialmente por ser a sede do  Instituto Florestal Europeu, também dos recursos florestais da região, e das investigações florestais e apoios educativos neste campo. Aqui se encontra também o Jardim Botânico da Universidade de Joensuu.

## Economia
Joensuu é uma cidade universitária muito ativa com uns 6000 estudantes na Universidade de Joensuu e 3500 no Politécnico de Carélia do Norte.
O maior fornecedor de emprego da zona da cidade de  Joensuu, é o hospital do distrito da federação dos municípios da Carélia do Norte, Abloy e Perlos. 
O Instituto Europeu dos bosques, a Universidade e outras instituições e empresas de exportação tais como Abloy, Perlos e Timberjack o dão a Joensuu um aspecto internacional.

## Estatísticas
- - População (em 31/12/2005): 57.858
  - Taxa de desemprego ( 2002): 17.5%
  - Área total: 120.3 km²
  - Densidade : 81.9 m²
  - Taxa de imposto : 18.5 %
  - Localização : 62° 36' 36" N 29° 46' 43" E
  - Distritos: 26